# Jön a Gólem!
A Jön a Gólem! a Bëlga együttes második albuma, mely az elsőhöz képest populárisabbra sikerült, és a trágár szavak használata is kevesebb.

## Az album dalai
1. Gólem
2. Az a baj
3. Lottó
4. Gyere kislány, gyere
5. Bëlga
6. Királyok a házban
7. Mocskos
8. Hazakísérlek
9. Képviselő boogie
10. 100
11. Az átalakulás vége
12. Huszonkét férfi
13. Probléma
14. Mr. Márka
15. Új világ
16. A producer dala